# CTSK
CTSK (англ. Cathepsin K) – білок, який кодується однойменним геном, розташованим у людей на короткому плечі 1-ї хромосоми. Довжина поліпептидного ланцюга білка становить 329 амінокислот, а молекулярна маса — 36 966.
| 10         |  | 20         |  | 30         |  | 40         |  | 50         |
| ---------- |  | ---------- |  | ---------- |  | ---------- |  | ---------- |
| MWGLKVLLLP |  | VVSFALYPEE |  | ILDTHWELWK |  | KTHRKQYNNK |  | VDEISRRLIW |
| EKNLKYISIH |  | NLEASLGVHT |  | YELAMNHLGD |  | MTSEEVVQKM |  | TGLKVPLSHS |
| RSNDTLYIPE |  | WEGRAPDSVD |  | YRKKGYVTPV |  | KNQGQCGSCW |  | AFSSVGALEG |
| QLKKKTGKLL |  | NLSPQNLVDC |  | VSENDGCGGG |  | YMTNAFQYVQ |  | KNRGIDSEDA |
| YPYVGQEESC |  | MYNPTGKAAK |  | CRGYREIPEG |  | NEKALKRAVA |  | RVGPVSVAID |
| ASLTSFQFYS |  | KGVYYDESCN |  | SDNLNHAVLA |  | VGYGIQKGNK |  | HWIIKNSWGE |
| NWGNKGYILM |  | ARNKNNACGI |  | ANLASFPKM  |  |            |  |            |

A: Аланін

C: Цистеїн

D: Аспарагінова кислота

E: Глутамінова кислота

F: Фенілаланін

G: Гліцин

H: Гістидин

I: Ізолейцин

K: Лізин

L: Лейцин

M: Метіонін

N: Аспарагін

P: Пролін

Q: Глутамін

R: Аргінін

S: Серин

T: Треонін

V: Валін

W: Триптофан

Кодований геном білок за функціями належить до гідролаз, протеаз, тіолових протеаз. 
Локалізований у лізосомі.